# 川瀬泰雄
川瀬 泰雄（かわせ やすお、1947年 - ）は、日本の音楽プロデューサー、作曲家、ギタリスト。神奈川県横浜市出身。これまでに井上陽水、山口百恵、浜田省吾、和田アキ子など数多くの歌手の楽曲制作に携わるほか、ビートルズの研究家としても知られる。

## 人物・来歴
武蔵工業大学付属高等学校（現・東京都市大学付属中学校・高等学校）から武蔵工業大学（現・東京都市大学）へと進学。ザ・ベンチャーズを聴いてギターを弾き始め、ビートルズの影響を受け曲をコピーするようになり、バンドを結成する。ベトナム戦争の最中アメリカ兵を相手に、横浜中華街に存在する日本で最初のディスコと云われる ″レッド・シューズ″ や米軍キャンプなどで演奏を始める。1968年に、ホリプロが設立した東京音楽出版（後の株式会社ホリミュージック）の入社試験を受け、募集人数5～6人のところ300人近い希望者がいた中で無事合格し、音楽業界に足を踏み入れる。正式な入社日は1969年4月1日だったが、ホリプロから「することが無ければ10月1日から出社するように」と通知が来たため、早々に仕事を始めることとなる。出社当日が和田アキ子のデビューの日とたまたま重なり、キャンペーンやレコーディングに同行したのがホリプロでの最初の仕事となった。その後同社のニューミュージック部門のマネージャー兼レコーディング・ディレクターとなり、THE MOPS、井上陽水のレコード制作及びマネージメントに携わる。
山口百恵の楽曲プロデュースを担当するのは1973年11月発売の「禁じられた遊び」から始まり、当時CBS・ソニーの制作ディレクターで現在は菓子研究家として活躍する金塚晴子と共同で作業を行いながら、山口が引退するまで関わることとなる。ほかにも浜田省吾、榊原郁恵など、約40組の音楽プロデュースを担当する。
稀に匿名で作曲をすることもあり、山口百恵のアルバム『花ざかり』収録曲「青い羊歯 -アジアンタム-」と、『COSMOS』収録曲「時の扉」の作曲者 ″北野弦″とは自身の変名であると著書『プレイバック 制作ディレクター回想記』の中で明かしている。
ホリプロ退社後はキティ・レコードに移籍し、小椋佳、岩城滉一、H2O、吉永小百合など10組以上を担当した。独立後は、岩崎宏美、松田聖子、裕木奈江などの楽曲制作に携わり、現在までに約1600曲を手がけた。また、ビートルズの研究家でもあり、『真実のビートルズ・サウンド』（学研新書）、『真実のビートルズ・サウンド完全版 全213曲の音楽的マジックを解明』（リットーミュージック）などの著作を上梓している。
プロデュース業の他、ウェブマガジン ″大人のMusic Calendar″ においてビートルズ、井上陽水、山口百恵、浜田省吾、ザ・モップス等に関するコラムの執筆や、東京都杉並区高円寺のミュージックバー ″音楽酒場ティーンビート″ の開店記念の際にゲストとして招かれるなど、活動は多岐に亘る。

## プロデュースに携わったアーティスト
| - アイズ - あいあい - 愛奴 - 東寿明 - 荒木由美子 - 池田ひろ子 - 石原真理子 - 井上陽水 - 岩城滉一 - 岩崎宏美 - H2O - 大石吾朗 - 小椋佳 - オリーヴ - 梶芽衣子 - 片平なぎさ - 榊原郁恵 | - 清水アキラ - ジェリー・ウォーレス - 鈴木ノア - DOVE - 津川順 - 中島由紀江 - 中麻里子 - なぎら健壱 - 能瀬 慶子 - 松田聖子 - 松田良 - 白竜 - 波多野純 - 原江梨子 - 姫乃樹リカ（西邑理香） - Fire Crackers - 藤崎あや | - 堀川早苗 - 堀江しのぶ - 堀ちえみ - 牧美智子 - Mother Nature's Son - 三谷晃代 - 南翔子 - THE MOPS - 山口百恵 - 大和京子 - 優雅 - 裕木奈江 - 吉永小百合 - Lucky Lips - リューベン＆カンパニー - ル・ジタン - 和田アキ子 |

## 書籍
- 『真実のビートルズ・サウンド[10]』 - 学研新書　2008年11月
- 『プレイバック 制作ディレクター回想記 音楽「山口百恵」全軌跡[11]』- 学研教育出版　2011年2月
- 『真実のビートルズ・サウンド完全版 全213曲の音楽的マジックを解明』- リットーミュージック　2017年4月
- 『ビートルズ全213曲のカバー・ベスト10 (Guitar magazine)』- リットーミュージック　2019年3月

### 共著
- 『ニッポンの編曲家 歌謡曲 ニューミュージック時代を支えたアレンジャーたち[12]』（吉田格・梶田昌史・田渕浩久との共作）- DU BOOKS　2016年3月

## 参考資料
- 川瀬泰雄『プレイバック 制作ディレクター回想記』学研教育出版、2011年2月。ISBN 978-4054047259。